# Lophocachrys echinophora
Lophocachrys echinophora är en flockblommig växtart som beskrevs av Antonio Bertoloni. Lophocachrys echinophora ingår i släktet Lophocachrys och familjen flockblommiga växter. Inga underarter finns listade i Catalogue of Life.